# 駝背細鯽
駝背細鯽（学名：[Aphyocypris kyphus] 错误：{{Lang}}：文本有斜体标记（帮助）），為輻鰭魚綱鯉形目鲴科細鯽属的其中一種。分布於亞洲越南淡水流域，棲息在底中層水域，生活習性不明。

## 扩展阅读
維基物種上的相關：駝背細鯽